# Antinoüs Mondragone
De Antinoüs Mondragone is een kolossaal hoofd waarvan in het algemeen aangenomen wordt dat het een weergave is van Antinoüs. Het marmeren beeld bevindt zich in de collectie van het Louvre.

## Voorstelling en herkomst
De familie Borghese bezat in Frascati een landhuis, de Villa Mondragone, waar zij haar kunstcollectie bewaarde. In deze omgeving zou de Antinoüs Mondragone tussen 1713 en 1729 gevonden zijn en vervolgens opgenomen in de verzameling. In 1807 kocht Napoleon een groot deel van de collectie van Camillo Borghese, waarna het beeld in het Louvre terecht kwam.
Het beeld kreeg bekendheid door Johann Winckelmann, de grondlegger van de archeologie. Hij schreef er zeer positief over in zijn Geschichte der Kunst des Altertums en aan Freiherr Von Riedesel liet hij weten:

Nach dem Apollo und dem Laocoon ist dieser Kopf gewiß das schönste unter der Sonne.

(Na de Apollo en de Laocoon is dit hoofd zeker het mooiste onder de zon.)
— Johann Winckelmann

Na het overlijden van zijn geliefde Antinoüs in 130 verklaarde Hadrianus hem goddelijk en liet hem overal in het rijk vereren. Dit hoofd maakte waarschijnlijk deel uit van een akroliet. In het beeld zijn 31 gaten van verschillende groottes geboord om een haarversiering - waarschijnlijk een lotusbloem of uraeus - aan te brengen. De ogen waren ooit ingelegd met metaal, ivoor of gekleurde stenen.
De gestreepte wenkbrauwen, volle lippen, sombere uitdrukking en de buiging van het hoofd naar rechts zijn de belangrijkste eigenschappen die in de richting van Antinoüs wijzen. De haardracht met lange haren en een scheiding in het midden doet eerder denken aan beelden van Dionysos en Apollo, wat de identificatie bemoeilijkt. De onzekerheid rond de vindplaats en de perfecte staat van conservatie leidden sommige deskundigen er zelfs toe de Antinoüs Mondragone als een vervalsing te beschouwen.

## Afbeeldingen

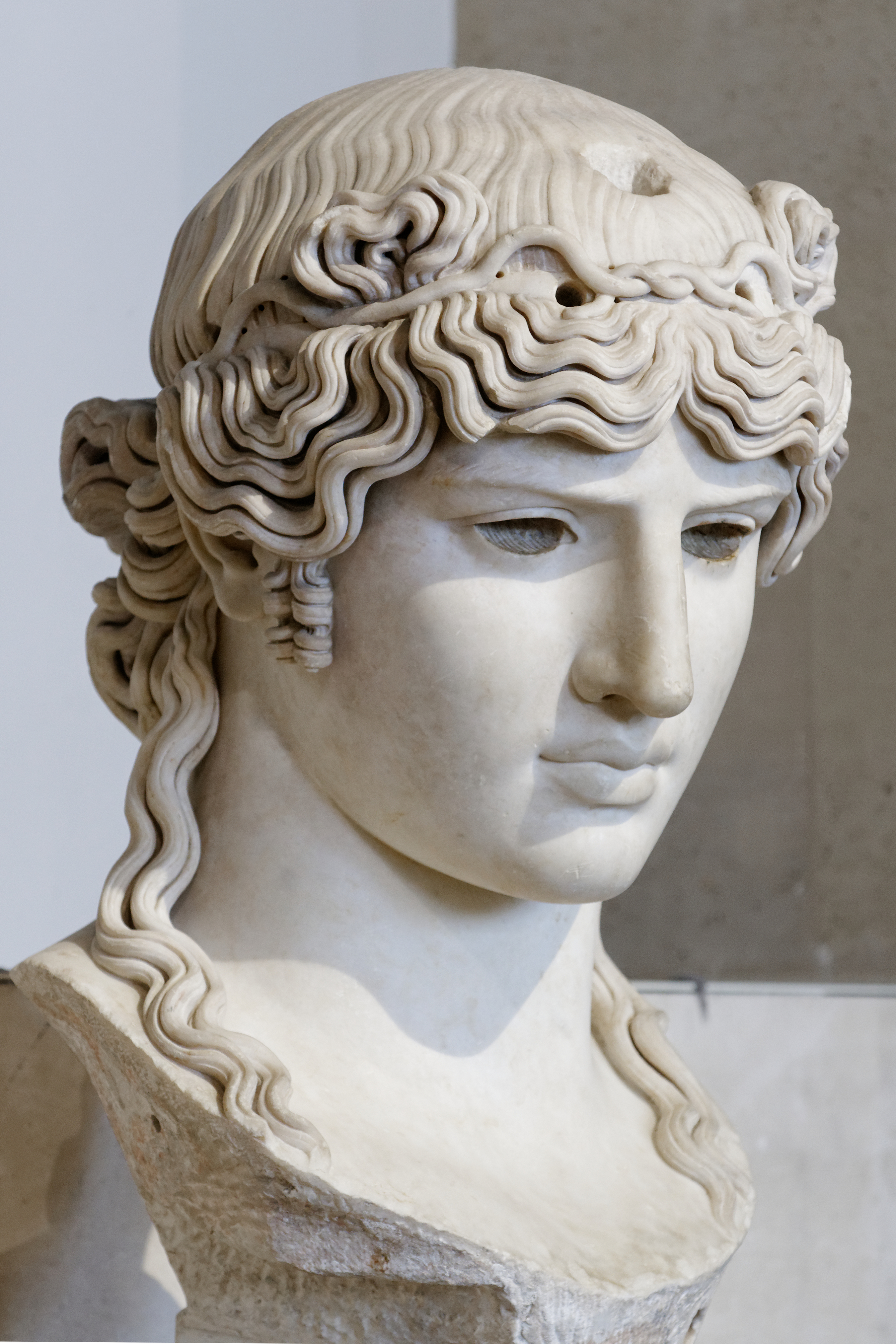
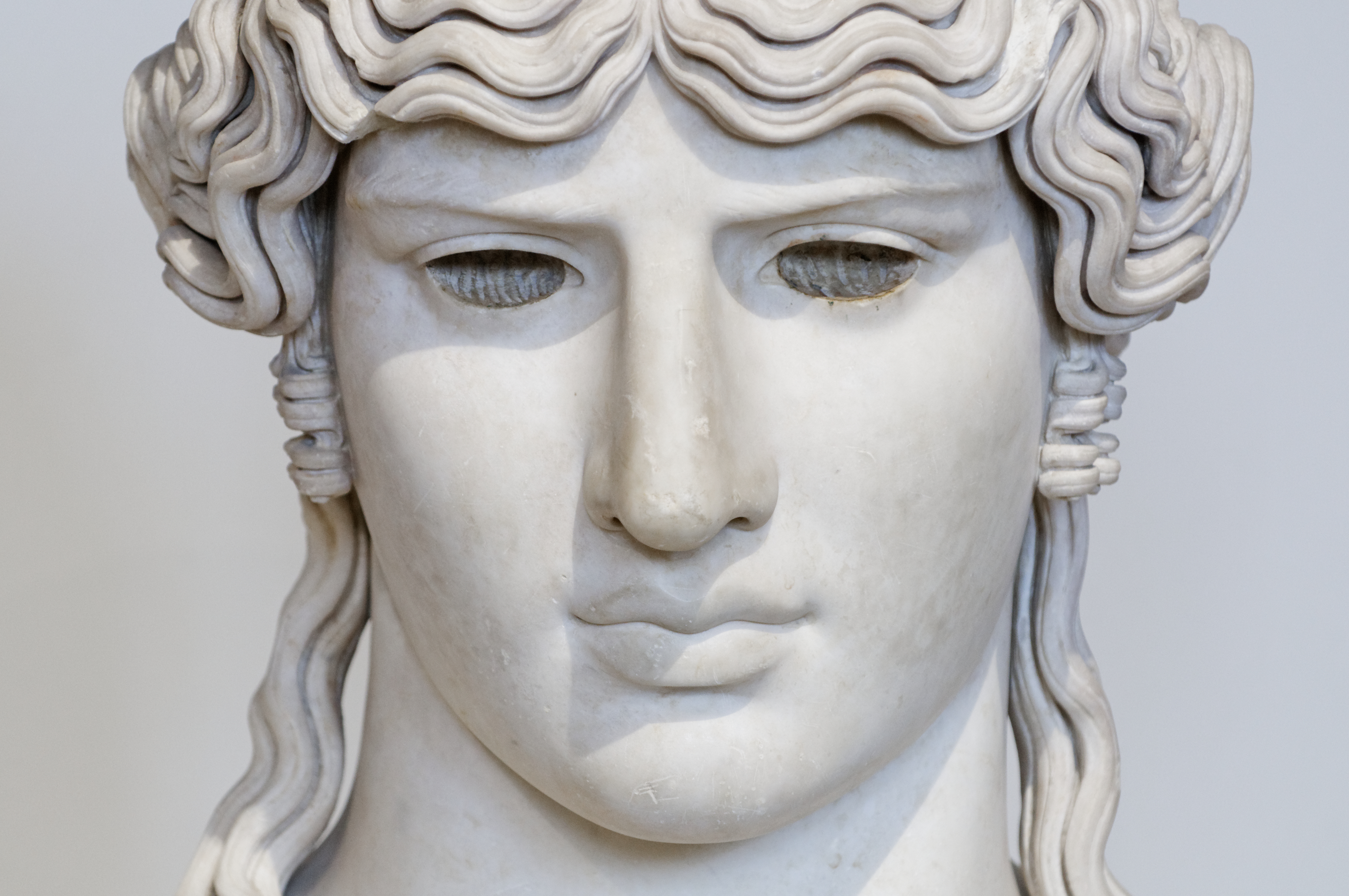
detail
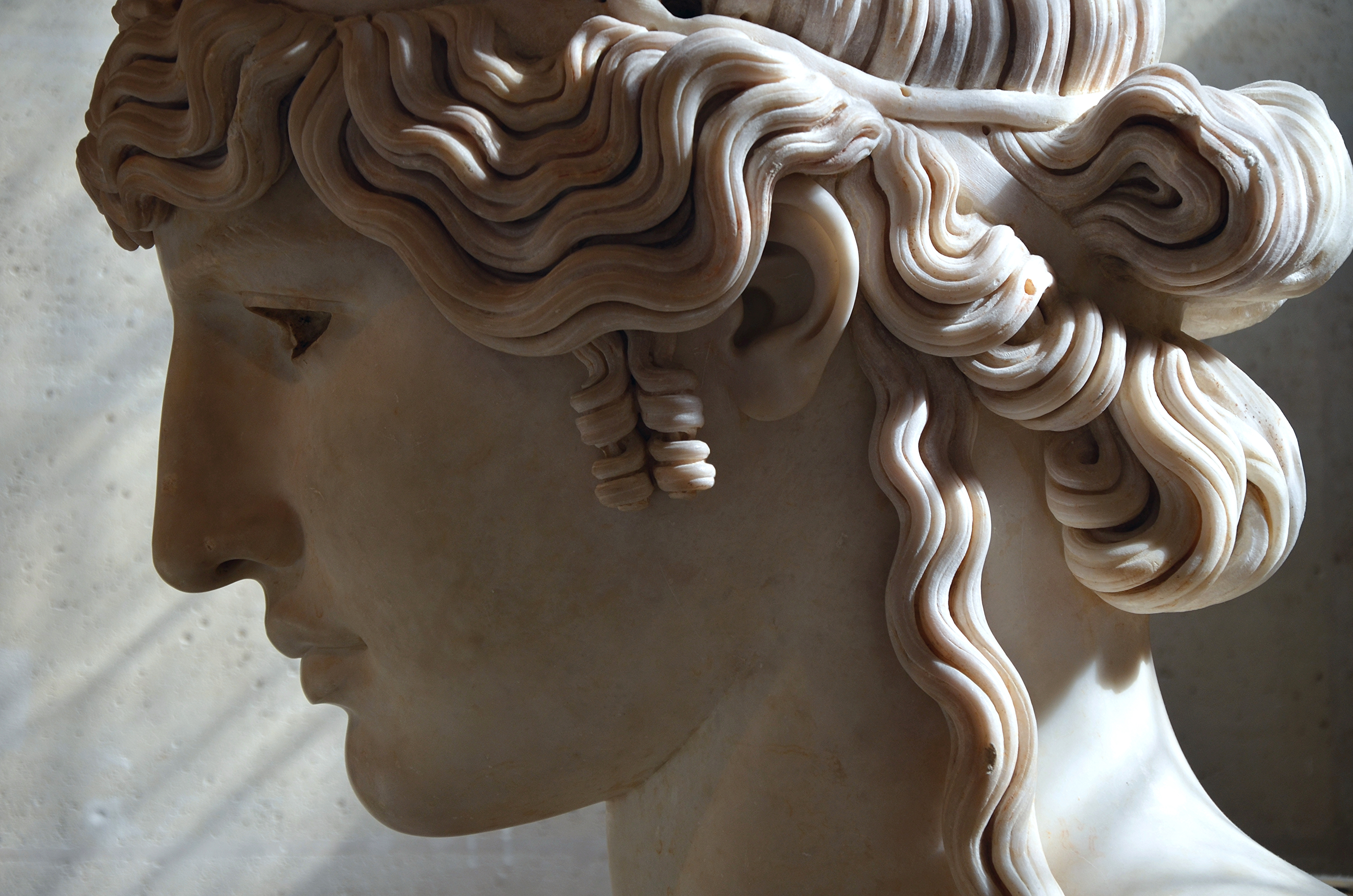
detail